# Principes d'une esthétique de la mort

Principes d'une esthétique de la mort, les modes de présences, les présences immédiates, le seuil de l'Au-delà, est un essai écrit par Michel Guiomar, édité en 1967 à la Librairie José Corti  (ISBN 978-2714302939). 
Pour Michel Guiomar, une esthétique de la mort pourrait se définir comme l'étude de sa présence dans l'œuvre, plus précisément comme l'imminence de sa présence, là même où elle ne saurait se présenter en "chair et en os", soit qu'elle soit pressentie par le témoin, soit qu'elle soit l'objet d'une transgression amenant le témoin vers un au-delà de l'instant de la mort. Dans le cadre de son esthétique, il définit ainsi un vocabulaire spécifique et une catégorisation des évènements survenant sur le seuil de la mort :
- les catégories naturelles : le Crépusculaire, le Funèbre, le Lugubre, l' Insolite
- les catégories fantastiques : le Macabre, le Diabolique et le Fantastique généralisé de l'Au-delà
- les catégories métaphysiques : le Démoniaque, l' Apocalyptique et  l' Infernal.

Si le doigt de la mort est une réponse à une attente, à un appel, le seuil de l'Au-delà dans l'œuvre est la marque du franchissement d'une frontière qui définit le Fantastique. Tout évènement s'y déroulant est marquée par la lutte extrême, l'agonie, par opposition au Merveilleux qui soit les ignore ou les refuse, soit ne tient pas compte de la mort, si ce n'est comme un outil dramatique sans conséquence tragique.

Parmi les évènements sur le seuil, il y a la Transcendance du sang, le Double, la Plainte Haute, la porte heurtée, les courants d'air glacials et la porte ouverte. 

## Le Double
Son rôle est de franchir le Seuil, mais c'est le Fantastique, ou l'Au-delà, qui l'arrache à la vie et non le Témoin lui-même.

Le personnage principal de l'œuvre, celui qui s'avance vers le seuil de l'Au-delà, n'est autre que le Double de l'auteur lui-même, personnage qui, par reflet, voit se constituer dans l'œuvre un autre Double, comme une image en miroir de l'auteur et de son personnage.   
Parmi les aspects premiers du Double, "c'est-à-dire concernant des êtres vivants, apparaissant tels, comme des Doubles d'un autre", M. Guiomar cite :
- Le Double physique. Il s'agit du sosie, qui présente une identité physique, doué d'une vie intérieure propre, la plupart du temps en contradiction avec le témoin. De caractère hallucinatoire, il révèle la tendance dissociante et de dédoublement de la personnalité de l'auteur. Un tel Double surgit pendant des moments de désarroi, d'incertitude, de remords, c'est-à-dire dans des climats crépusculaires.

Exemples : Heinrich Heine, chant XXII du Retour ; l' Étudiant de Prague de Hans Heinz Ewers ; William Wilson de Edgar Allan Poe ; Le Voyageur sur la terre de Julien Green ; La nuit de décembre de Alfred de Musset.
- Le Double psychique. Il n'apparait pas comme un sosie physiquement identique mais comme un personnage ayant une sorte de parenté avec le témoin, dans sa démarche, son rôle, son caractère, ses dispositions psychologiques, même si celles-ci sont antagonistes au témoin. En fait, ce Double est souvent multiple, "plusieurs êtres doublant le personnage principal". Pour M. Guiomar, il existe beaucoup d'œuvres dans lesquelles des personnages se révèlent être finalement des Doubles du témoin. Leur mode d'apparition ont un caractère fantomatique, spectral, et qui ne se fait pas au hasard. Ils ont un rôle à jouer, et, une fois accompli, ils disparaissent.

Exemple : Marino, Daniélo et Vanessa Aldobrandi sont des Doubles du héros Aldo dans Le Rivage des Syrtes de Julien Gracq ;
- Le Double affectif est défini comme un aspect de sympathie "par laquelle un être se reconnaît passagèrement en un autre sans antagonisme ni interprétation hallucinatoire". Il s'agit d'une reconnaissance d'un équilibre profond entre deux êtres. Au maximum, et constamment présent dans la tragédie, un évènement qui survient à l'un à la place de l'autre, voire accepté volontairement, est un trait caractéristique du Double affectif. Celui-ci transgresse des limites et va plus loin que ne le fait le témoin. Ainsi les personnages de substitution et de transfert sont également des Doubles affectifs.

Exemples : La Vicomtesse et Manuel dans Le Visionnaire de Julien Green ; Eriphile et Iphigénie d' Iphigénie de Jean Racine ; Alceste et Admète d'Euripide; Orphée et Eurydice...
Par aspects dérivés du Double, il faut entendre tous les phénomènes qui suggèrent sa présence, sans que celle-ci soit effective : l'ombre, le reflet du miroir ou de l'eau, l'écho, le reflet sonore, mais aussi les impressions de déjà-vu, du déjà vécu, les faux souvenirs, les retours psychiques illusoires, le rêve, la rêverie éveillée, ou encore les masques, travestis et déguisements. À l'extrême, et en suivant Gaston Bachelard, tout objet peut devenir une matière à réflexion. Pour M. Guiomar, la relation entre la matière et les aspects dérivés du Double qu'elle suscite pourrait servir de point de départ comme technique du franchissement fantastique du seuil. 

Les objets familiers peuvent servir dans l'évocation d'un être, voire acquérir une équivalence avec leur possesseur. En généralisant, tout objet peut devenir un Double. Mais certains le sont plus que d'autres. Il en est ainsi de l'animal, de l'arbre, de la maison. Mais aussi des flammes, lumières et veilleuses, du couteau, d'une obsession (idée fixe).